# مدرسه آیب
مدرسهٔ آیب (ارمنی: Այբ դպրոց) یک مجتمع آموزشی خصوصی و غیرانتفاعی در ایروان ارمنستان است که در سال ۲۰۱۱ توسط بنیاد آموزشی آیب بنا نهاده شد. مدرسه آیب به عنوان یک مدرسه غیرانتفاعی بین‌المللی در ارمنستان شناخته می‌شود. این مدرسه به دلیل تفاهم‌نامه‌های بین‌المللی خود با دانشگاه کمبریج انگلستان و انستیتو گوته آلمان مورد توجه نظام آموزشی ارمنستان قرار دارد. نام این مدرسه از حرف اول الفبای ارمنی آیب گرفته شده است. این مدرسه توسط هیئت امنایی به ریاست روبن هاروتیونیان اداره می‌شود. مدیر مدرسه دیوید ساهاکیان است. شعار این مدرسه «بیاموز و خلق کن» است. آیب نخستین مدرسه ارمنستان است که سنت‌های آموزشی ارمنی را با تکنولوژی روز ادغام می کند.

## تاریخچه

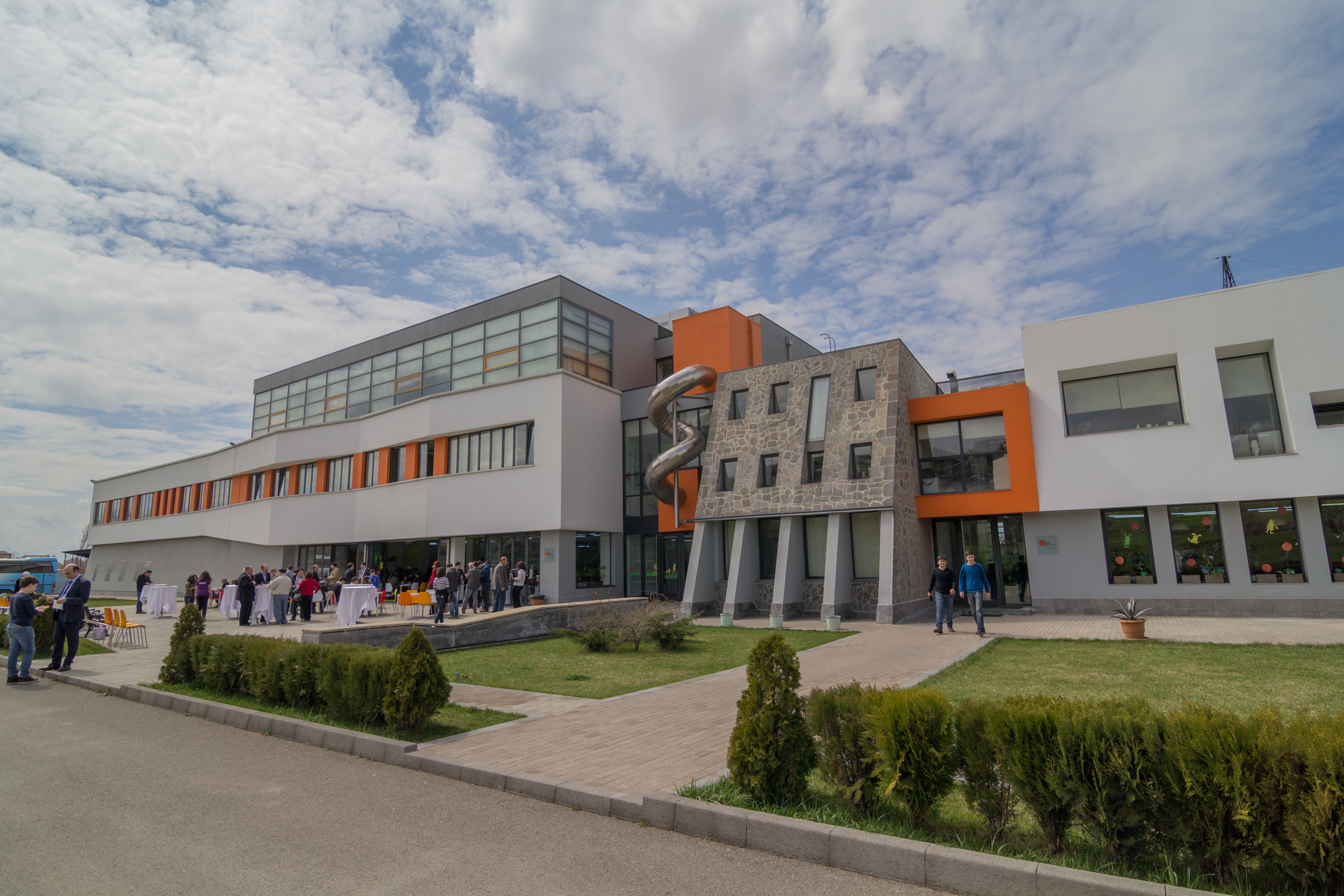
نمای کلی

بنیاد آموزشی آیب در سال ۲۰۰۶ برای کمک به توسعه آموزش در ارمنستان تاسیس شد. در سال ۲۰۱۰دولت ارمنستان مساحتی بالغ بر ۷ هکتار را برای اجرای پروژه مدرسه آیب اختصاص داد. در سال ۲۰۱۱ اولین بخش مجتمع آموزشی آیب افتتاح شد.  این مجموعه در ابتدا به عنوان مدرسه راهنمایی افتتاح شد. در سال ۲۰۱۳ بخش ابتدایی آن نیز راه‌اندازی شد.

## توسعه
مدرسه آیب یکی از نهادهای مورد توجه دولت ارمنستان است و در سال‌های اخیر سرمایه‌گذاری‌های گسترده‌‌ای برای توسعه آن صورت گرفته است. از این مدرسه به عنوان بخشی از برنامه ملی ارمنستان برای تحول آموزش در این کشور یاد می‌شود. بر مبنای اطلاعات منتشر شده در رسانه‌ها این مدرسه قصد دارد در آینده نهادهای زیر مجموعه خود را به شکل قابل توجه‌ای افزایش دهد. آیب در نظر دارد در مرکز تمام استان‌های ارمنستان شعبه‌هایی را تاسیس کند. همچنین می‌خواهد دومین مدرسه خود در ایروان را نیز تاسیس کند.  برنامه درسی اعمال شده در برنامه آموزشی AYB به عنوان لیسانس آرارات شناخته می شود. این برنامه آموزشی به طور مشترک با وزارت آموزش و علوم ارمنستان دنبال می‌شود و بخشی از تفاهمات بین‌المللی بنیاد آیب با دانشگاه کمبریج و موسسه آموزش لندن آغاز شد.

## همکاری‌ها

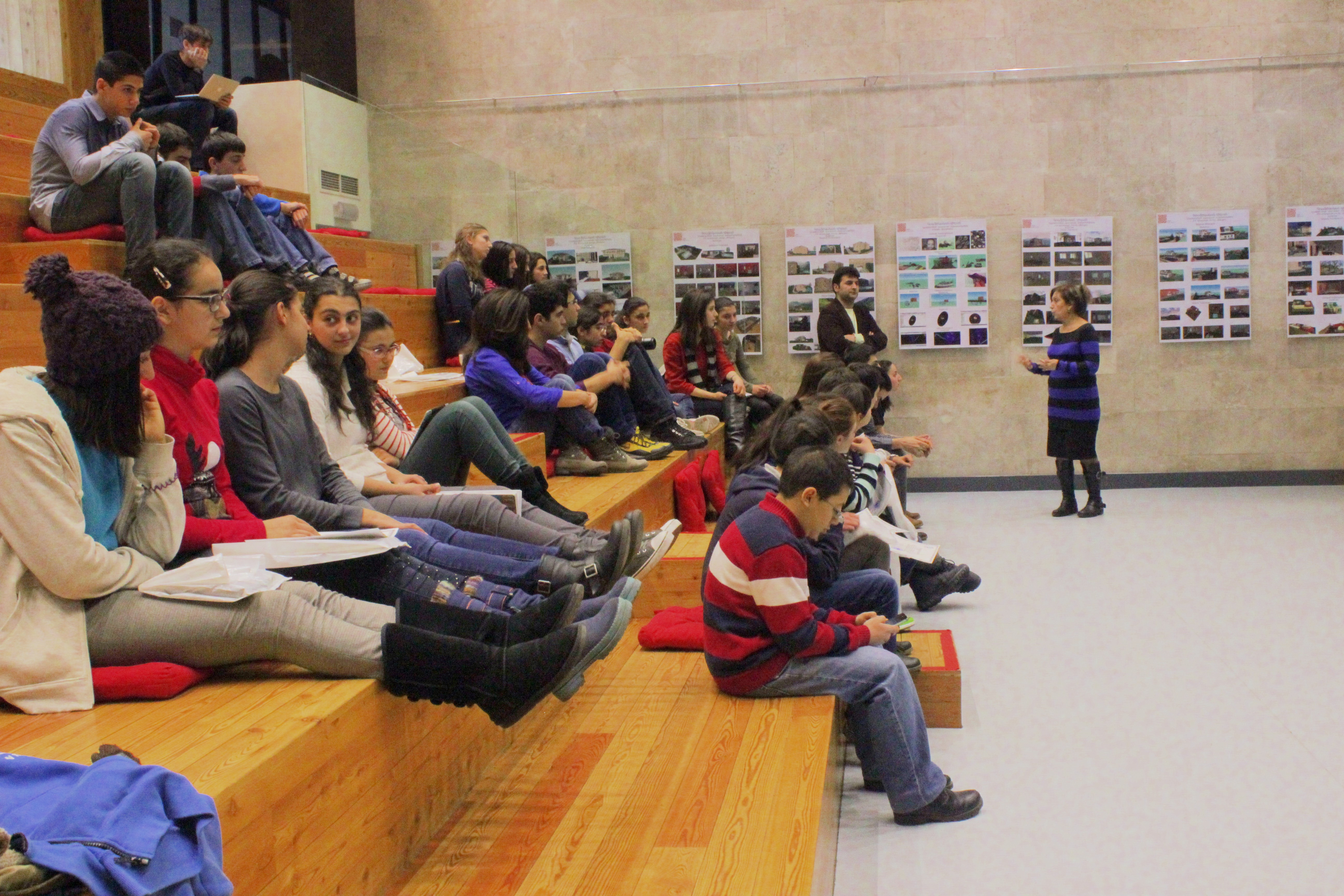
ویکیمدیا ارمنستان در دبیرستان آیب ایروان

مدرسه آیب به عنوان یک نهاد آموزشی بین‌المللی در ارمنستان شناخته می‌شود. عمده این شهرت به دلیل همکاری‌های گسترده با دانشگاه‌های معتبر جهان و تنظیم برنامه‌های درسی زیر نظر این دانشگاه‌ها است. از جمله موسساتی که با این مدرسه همکاری کرده‌اند می‌توان به دانشگاه کمبریج، انستیتو گوته و موسسه آموزش لندن اشاره کرد.
در نوامبر ۲۰۱۴، بنیاد آیب برنامه آموزشی خود با عنوان « لیسانس آرارات» را آغاز کرد. این برنامه در تلاش است که نظام آموزشی سنتی در ارمنستان را با تحولات آموزش و علم در جهان همراه کند. لیسانس آرارات با همکاری دانشگاه کمبریج و موسسه آموزش لندن تنظیم شده است. 
در اکتبر ۲۰۱۶، مدرسه آیب تفاهم‌نامه همکاری با انستیتو گوته آلمان ، در چارچوب طرحی با نام "مدارس: شرکای آینده" را امضا کرد. 

## برنامهٔ آموزشی

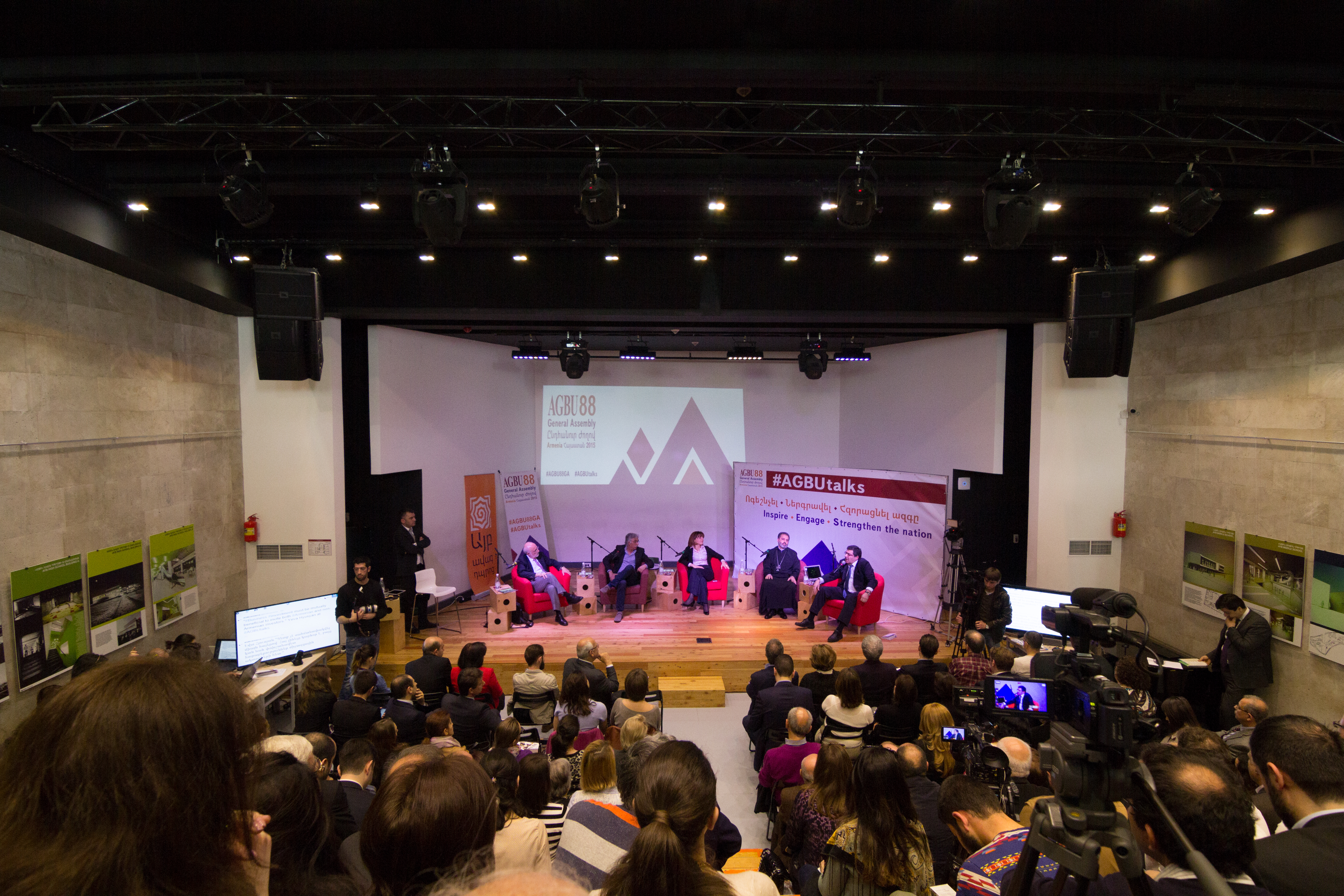
یک برنامه علمی در سال ۲۰۱۵ در مدرسه آیب

مدرسه آیب یک برنامه آکادمیک به نام لیسانس آراراتی (AB) ارائه می دهد که توسط بنیاد آموزشی آیب تهیه و تنظیم شده است. برنامه تهیه شده توسط این مدرسه در نظام آموزشی ارمنستان معادل دیپلم در نظر گرفته می‌شود و وزارت آموزش و پرورش ارمنستان در سال ۲۰۱۵ آن را به عنوان جایگزین مناسبی برای دیپلم تایید کرده است. گفته می‌شود ممکن است در سال‌های آینده به عنوان جایگزین دیپلم قدیم به صورت مورد استفاده قرار گیرد. برنامه‌های آموزشی این مدرسه شامل درس‌هایی مانند علوم طبیعی، تاریخ، ریاضیات و علوم اجتماعی است و ارزیابی آموزشی در این نهاد با یک نظام رتبه بندی ۱۰۰ امتیازی صورت می‌گیرد. همچنین در این مدرسه سوابق تحصیلی و انتشار نمرات دانش‌آموزان از روش تدریس حذف شده است. 